# So Sad
『So Sad』は、2005年にリリースされたWYの1枚目のミニ・アルバムである。

## 解説
- WY(ヨネトワタル]とは、渡辺英樹・米川英之からなるユニット。

## 収録曲
| #  | タイトル             | 作詞                | 作曲                | 時間 |
| -- | -------------------- | ------------------- | ------------------- | ---- |
| 1. | 「So Sad」           | 渡辺英樹 / 米川英之 | 渡辺英樹 / 米川英之 | 4:45 |
| 2. | 「OKIROH!」          | 渡辺英樹            | 米川英之            | 5:00 |
| 3. | 「Born In The 60‘s」 | 渡辺英樹            | 米川英之            | 5:14 |
| 4. | 「明日に・・・」     | 渡辺英樹            | 米川英之            | 5:29 |

## 曲解説
1. So Sad
アルバムタイトルの楽曲。
2. OKIROH!
元々、『ヨネタワタル』のライブで演奏されていた楽曲を音源化したもの。
3. Born In The 60‘s
C-C-Bのアルバム信じていればからセルフカバー。オリジナル版のタイトルは『Born in the 60‘s』と表記されており“I”と“T”が小文字になっている。
4. 明日に・・・
元々、『ヨネタワタル』のライブで演奏されていた楽曲を音源化したもの。